# Vasil Panayotov
Vasil Panayotov (tiếng Bulgaria: Васил Панайотов; sinh 16 tháng 7 năm 1990) là một cầu thủ bóng đá Bulgaria thi đấu ở vị trí tiền vệ cho Cherno More. Panayotov ban đầu thi đấu ở vị trí tiền vệ trung tâm.

## Sự nghiệp
Panayotov bắt đầu sự nghiệp ở Levski Sofia, nhưng anh chưa bao giờ ra sân ở đội chính. Tuy nhiên, anh lại thi đấu thường xuyên cho câu lạc bộ ở cấp độ U-19. Panayotov được cho mượn đến câu lạc bộ B PFG Volov Shumen đầu mùa giải 2009–10.
Vào tháng 6 năm 2010 anh chuyển đến Pirin Gotse Delchev. Anh ghi 1 bàn trong 16 lần xuaatss hiện, trước khi chuyển đến Bansko vào tháng 1 năm 2011.
Vào tháng 6 năm 2016 Panayotov ký hợp đồng với Beroe Stara Zagora nhưng bị giải phóng vào tháng 12.
Ngày 16 tháng 1 năm 2017, Panayotov ký hợp đồng với Stal Mielec.
Ngày 19 tháng 6 năm 2017, Panayotov ký hợp đồng với Levski Sofia.